# Лисицы (Тверская область)
Лиси́цы — деревня в Калининском районе Тверской области. Относится к Каблуковскому сельскому поселению.
Расположена в 28 км к востоку от Твери, на левом берегу Волги.
В 1 км выше по Волге — пансионат «Лисицкий бор». Рядом деревни Мишнево, Сергеевка, Левобережная (Голодово), Судимирка.

## История
В 1863 году в селе была построена каменная Крестовоздвиженская церковь с 3 престолами.
В Списке населенных мест 1859 года значится казённое село Лисицы, 100 дворов, 696 жителей, православная церковь. Село располагалось в Тверском уезде на Корчевском (Калязинском) почтовом тракте в 30 верстах от города. Тогда тракт шел от Твери до Лисиц вдоль левого берега Волги и от Лисиц прямо на Юрьево-Девичье и далее на Корчеву.
С 1937 по 1959 год Лисицы были центром сельсовета в составе Оршинского района Калининской области.

## Население
| 1859 | 1886 | 2002 | 2010 |
| ---- | ---- | ---- | ---- |
| 696  | ↘676 | ↘45  | ↘36  |

## Известные люди
В селе родился Герой Советского Союза (1940) Василий Иванович Галахов (1915—1992).